# Élections municipales de 2017 dans les Laurentides
Les élections municipales québécoises de 2017 se déroulent le 5 novembre 2017. Elles permettent d'élire les maires et les conseillers de chacune des municipalités locales du Québec, ainsi que les préfets de quelques municipalités régionales de comté.

## Laurentides

### Mirabel
| Parti                             | Parti                                      | Candidats                         | Voix   | %     |
| --------------------------------- | ------------------------------------------ | --------------------------------- | ------ | ----- |
|                                   | Action Mirabel - Équipe Bouchard           | Jean Bouchard (sortant)           | 10 210 | 70,52 |
|                                   | Mouvement citoyen Mirabel - Équipe Meloche | Pierre-Paul Meloche               | 3 994  | 27,58 |
|                                   | Renouveau Mirabel                          | René Plouffe                      | 275    | 1,90  |
|                                   |                                            |                                   |        |       |
| Votes valides                     | Votes valides                              | Votes valides                     | 14 479 | 98,24 |
| Bulletins rejetés                 | Bulletins rejetés                          | Bulletins rejetés                 | 260    | 1,76  |
| Total                             | Total                                      | Total                             | 14 739 | 100   |
| Abstention                        | Abstention                                 | Abstention                        | 24 191 | 62,14 |
| Nombre d'inscrits / participation | Nombre d'inscrits / participation          | Nombre d'inscrits / participation | 38 930 | 37,86 |

| Parti                             | Parti                             | Candidats                         | Voix   | %     | Sièges |
| --------------------------------- | --------------------------------- | --------------------------------- | ------ | ----- | ------ |
|                                   | Action Mirabel                    | 8                                 | 9 926  | 68,82 | 8      |
|                                   | Mouvement citoyen Mirabel         | 8                                 | 4 324  | 29,98 | 0      |
|                                   | Renouveau Mirabel                 | 1                                 | 41     | 0,28  | 0      |
|                                   | Indépendants                      | 2                                 | 132    | 0,92  | 0      |
|                                   |                                   |                                   |        |       |        |
| Votes valides                     | Votes valides                     | Votes valides                     | 14 423 | 97,86 |        |
| Bulletins rejetés                 | Bulletins rejetés                 | Bulletins rejetés                 | 316    | 2,14  |        |
| Total                             | Total                             | Total                             | 14 739 | 100   | 8      |
| Abstention                        | Abstention                        | Abstention                        | 24 191 | 62,14 |        |
| Nombre d'inscrits / participation | Nombre d'inscrits / participation | Nombre d'inscrits / participation | 38 930 | 37,86 |        |